# Pandora (Texas)
Pour les articles homonymes, voir Pandora.
Pandora est une petite communauté non incorporée du comté de Wilson, au Texas, aux États-Unis.
La population était d'environ 125 personnes en 2000.